# Wilhelm Stockums
Wilhelm Stockums (* 15. Oktober 1877 in Elmpt; † 5. August 1956 in Köln) war Weihbischof in Köln.

## Leben
Nach dem Besuch des Quirinus-Gymnasiums in Neuss trat Stockums als Alumne in das Theologenkonvikt Collegium Albertinum in Bonn ein und studierte an der dortigen Universität katholische Theologie. Anschließend wechselte er in das Kölner Priesterseminar und empfing am 15. März 1902 im Hohen Dom zu Köln durch Erzbischof Hubert Theophil Simar die Priesterweihe. Dieser ernannte ihn am 19. März 1902 zum Kaplan an Herz Jesu in Köln. Antonius Kardinal Fischer bestellte ihn mit Ernennung vom 1. März 1910 zum Repetenten des Collegium Albertinum in Bonn. Im gleichen Jahr wurde Stockums in Freiburg zum Dr. theol. promoviert und am 2. September 1912 zum Direktor des Collegium Leoninum in Bonn ernannt. Während des Ersten Weltkriegs veranstaltete er zusammen mit den Theologieprofessoren Gerhard Esser, Arnold Rademacher und Heinrich Schrörs für die im Feld stehenden Priesteramtskandidaten Vortragskurse im westlichen Etappengebiet. Am 10. Oktober 1922 berief ihn Karl Joseph Kardinal Schulte zudem zum Synodalexaminator und am 26. Mai 1924 zum Prosynodalrichter. Stockums hatte während dieser Zeit vergeblich gehofft, Gerhard Esser nach dessen Tod auf den Lehrstuhl für Dogmatik an der katholisch-theologischen Fakultät der Universität Bonn nachfolgen zu können. „Dafür hatte er die Genugtuung, als Priestererzieher in der Leitung des Collegium Leoninum großes Ansehen bei einer ganzen Generation von Priestern zu genießen.“
Nachdem Papst Pius XI. Stockums am 5. Februar 1932 zum Titularbischof von Erythrae und Weihbischof in Köln ernannt und am 9. Februar präkonisiert hatte, berief ihn Kardinal Schulte am 22. März zum Domkapitular und spendete ihm am 20. April 1932 im Hohen Dom zu Köln die Bischofsweihe; Mitkonsekratoren waren der Aachener Weihbischof Hermann Joseph Sträter und Josef Hammels, ebenfalls Weihbischof in Köln. Es folgten die Ernennungen zum Generalvikariatsrat am 10. Mai 1932, zum Prosynodalexaminator am 10. Oktober 1932, zum Klosterkommissar der Ursulinen in Köln am 28. Juni 1933 sowie zum Vizeoffizial am 11. Dezember 1933. Der neue Erzbischof, Joseph Frings, ernannte Stockums am 10. Februar 1942 zudem zum Klosterkommissar der Cellitinnen in Köln und am 16. März 1948 zum Domdechanten. Wilhelm Stockums war Mitglied der katholischen Studentenverbindung KDStV Ripuaria Bonn im CV.

## Auszeichnungen
- 1926: Päpstlicher Ehrenkämmerer